# Governo Cairoli I
Il Governo Cairoli I è stato il diciassettesimo esecutivo del Regno d'Italia, il primo guidato da Benedetto Cairoli. 
Esso, nato in seguito alle dimissioni del governo precedente, è stato in carica dal 24 marzo al 19 dicembre 1878 (sebbene già dimissionario dall’11 dicembre), per un totale di 270 giorni, ovvero 8 mesi e 25 giorni. 
In questo governo fu ricostituito, dopo la sua abolizione da parte del Governo precedente, il “Ministero dell'agricoltura, dell'industria e del commercio” (L. 30 giugno 1878, n. 4449 e R.D. 8 settembre 1878, n. 4498). Tornò pienamente operativo il 30 giugno 1878.

## Compagine di governo

### Appartenenza politica
| Partito | Partito          | Presidente | Ministri | Totale |
| ------- | ---------------- | ---------- | -------- | ------ |
|         | Sinistra storica | -          | 5        | 5      |
|         | Pentarchia       | 1          | 5        | 6      |

### Situazione parlamentare
NOTA: Nonostante questo governo sia stato effettivamente privato della fiducia (seppur indirettamente e tramite un ordine del giorno), ai tempi del Regno d'Italia, poiché secondo lo Statuto Albertino il governo rispondeva nei fatti al solo Re, il rapporto con il Parlamento in senso moderno non era obbligatorio (ed in tal senso vari sono stati i casi di formazione di un governo palesemente privo di tale supporto). La prassi di determinare la sopravvivenza dell’esecutivo in base al supporto parlamentare, dunque, si è andata sviluppando si da questi momenti, ma stabilmente solo successivamente, specie con l’ascesa dei partiti di massa e con l’introduzione del sistema proporzionale, in tempi molto più tardi rispetto all’unità, ed ufficialmente solo con la Costituzione della Repubblica Italiana. Per questo motivo, il grafico sottostante espone, secondo ricostruzioni e dichiarazioni, nonché secondo la composizione del governo ed anche secondo il voto effettivamente subìto, il supporto che questo ha ottenuto.
Al momento della sua formazione, il 24 marzo 1878:
| Camera              | Collocazione | Partiti            | Seggi     |
| ------------------- | ------------ | ------------------ | --------- |
| Camera dei deputati | Maggioranza  | DEM (394), ER (20) | 414 / 508 |
| Camera dei deputati | Opposizione  | PLC (94)           | 94 / 508  |

Al momento della sua caduta, l’11 dicembre 1878:
| Camera              | Collocazione | Partiti                         | Seggi     |
| ------------------- | ------------ | ------------------------------- | --------- |
| Camera dei deputati | Governo      | DEM (189)                       | 189 / 508 |
| Camera dei deputati | Astensione   | DEM (5)                         | 5 / 508   |
| Camera dei deputati | Opposizione  | DEM-D. (103), PLC (94), ER (20) | 263 / 508 |
| Camera dei deputati | Non votanti  | DEM (7)                         | 7 / 508   |
| Camera dei deputati | Assenti      | DEM (44)                        | 44 / 508  |

## Composizione
| Carica                                | Titolare                                                                                       | Titolare                                                                                       | Titolare                                                                                       |
| Presidenza del Consiglio dei ministri | Presidenza del Consiglio dei ministri                                                          | Presidenza del Consiglio dei ministri                                                          | Presidenza del Consiglio dei ministri                                                          |
| ------------------------------------- | ---------------------------------------------------------------------------------------------- | ---------------------------------------------------------------------------------------------- | ---------------------------------------------------------------------------------------------- |
| Presidente del Consiglio dei ministri |                                                                                                |                                                                                                | Benedetto Cairoli (Sinistra storica - Pentarca)                                                |
| Ministero                             | Ministri                                                                                       | Ministri                                                                                       | Ministri                                                                                       |
| Affari Esteri                         | Benedetto Cairoli (Sinistra storica - Pentarca) Ad interim (fino al 26 marzo 1878)             | Benedetto Cairoli (Sinistra storica - Pentarca) Ad interim (fino al 26 marzo 1878)             | Benedetto Cairoli (Sinistra storica - Pentarca) Ad interim (fino al 26 marzo 1878)             |
| Affari Esteri                         |                                                                                                | Luigi Corti (Sinistra storica) (dal 26 marzo al 24 ottobre 1878)                               |                                                                                                |
| Affari Esteri                         |                                                                                                | Benedetto Cairoli (Sinistra storica - Pentarca) (dal 24 ottobre 1878)                          |                                                                                                |
| Agricoltura, Industria e Commercio    | Benedetto Cairoli (Sinistra storica - Pentarca) Ad interim (dal 30 giugno al 10 novembre 1878) | Benedetto Cairoli (Sinistra storica - Pentarca) Ad interim (dal 30 giugno al 10 novembre 1878) | Benedetto Cairoli (Sinistra storica - Pentarca) Ad interim (dal 30 giugno al 10 novembre 1878) |
| Agricoltura, Industria e Commercio    |                                                                                                | Enrico Pessina (Sinistra storica) (dal 10 novembre 1878)                                       |                                                                                                |
| Lavori Pubblici                       |                                                                                                |                                                                                                | Alfredo Baccarini (Sinistra storica - Pentarca)                                                |
| Interno                               |                                                                                                |                                                                                                | Giuseppe Zanardelli (Sinistra storica - Pentarca)                                              |
| Pubblica Istruzione                   |                                                                                                |                                                                                                | Francesco De Sanctis (Sinistra storica)                                                        |
| Guerra                                |                                                                                                |                                                                                                | Giovanni Bruzzo (Indipendente) (fino al 24 ottobre 1878)                                       |
| Guerra                                |                                                                                                | Cesare Bonelli (Indipendente) (dal 24 ottobre 1878)                                            |                                                                                                |
| Marina                                |                                                                                                |                                                                                                | Enrico Di Brocchetti (Indipendente) (fino al 24 ottobre 1878)                                  |
| Marina                                |                                                                                                | Benedetto Brin (Indipendente) (dal 24 ottobre 1878)                                            |                                                                                                |
| Finanze                               |                                                                                                |                                                                                                | Federico Seismit Doda (Sinistra storica - Pentarca)                                            |
| Grazia e Giustizia e Culti            |                                                                                                |                                                                                                | Raffaele Conforti (Indipendente)                                                               |
| Tesoro                                | Federico Seismit Doda (Sinistra storica - Pentarca) Ad interim                                 | Federico Seismit Doda (Sinistra storica - Pentarca) Ad interim                                 | Federico Seismit Doda (Sinistra storica - Pentarca) Ad interim                                 |

## Cronologia

### 1878
- 24 marzo - Il Governo giura dinnanzi al Re.
- 17-18 novembre - In seguito ad un attentato contro il Re Umberto I di Savoia, che resta solo leggermente ferito, vengono indette numerosissime manifestazioni di protesta contro l’attentato. Queste tuttavia degenerano presto in una calca al lancio improvviso di due bombe, le quali uccidono due persone e ne feriscono molte altre.
- 11 dicembre - Vengono presentate numerosissime interpellanze al governo per i fatti dell’attentato e delle proteste (non solo da parte di membri della Destra storica, come Marco Minghetti, ma anche di esponenti della stessa Sinistra storica ministeriale e della Pentarchia, come Francesco Crispi e Giovanni Nicotera), portando ad una forte difficoltà dell’esecutivo nel dibattito. Poco dopo, avendo il governo messo informalmente la fiducia su un altro ordine del giorno a firma di Guido Baccelli, questo viene rifiutato con 263 contrari (189 favorevoli, 5 astenuti, 7 non votanti, 44 assenti), portando così alle dimissioni dell’esecutivo. Il Re, dunque, riaffida il mandato esplorativo ad Agostino Depretis.
- 19 dicembre - Con il giuramento del nuovo esecutivo, termina ufficialmente l’esperienza di governo.